# Бык из моря
«Бык из моря» (англ. The Bull from the Sea) — роман британской писательницы Мэри Рено, написанный в 1962 году. Продолжение романа того же автора «Царь должен умереть» о древнегреческом герое Тесее. Действие произведения разворачивается в период микенской эпохи в Афинах, в Марафоне, на черноморском побережье (в Понте), в Эпидавре и на острове Скирос.
«Бык из моря» — второй роман дилогии «Тесей», в котором жизнь героя от возвращения с Крита до смерти трактуется максимально реалистично с привлечением современных знаний о крито-микенской цивилизации, в частности о культе богини Деметры и культе Асклепия в Эпидавре.

## Сюжет
После возвращения с Крита юный Тесей становится царём Афин. Пользуясь навыками, приобретёнными на Крите при участии в Бычьей пляске ему удаётся в Марафоне в одиночку победить выпущенного на волю Быка. После этого подвига Тесей победил последнего из бандитов на Истме — Прокруста, разгромил Крит и в течение 5 лет занят делами — сплочением Аттики под властью Афин. В один из дней он отражает разбойничий набег вблизи Марафона, где знакомится со своим будущим лучшим другом Пирифом.
Друзья совершают далёкий морской поход за золотом в Колхиду, на обратной дороге посетив Девичий утёс богини Артемиды, где Тесей пленяет царицу амазонок Ипполиту. Между ним и Ипполитой вспыхивает любовь, Тесей живёт с амазонкой как с женой, несмотря на обязательства жениться на критской принцессе Федре. Ипполита рождает Тесею сына — Ипполита. Вскоре Афины испытали страшное испытание — нашествие жителей Понта (в числе которых были и амазонки), которые пытались завоевать Аттику. Во время отражения их нашествия погибает Ипполита.
Тесей, похоронив любимую Ипполиту, женится на Федре, отослав Ипполита к матери в Трезену. Через долгие годы Тесей с женой едут в Трезену повидать родных, где Тесей узнаёт, что Ипполит стал служителем Асклепия и служит в святилище в Эпидавре. Федра влюбляется в Ипполита, но тот отвергает её. Федра, разорвав на себе одежды, ложно обвиняет Ипполита в изнасиловании, Тесей проклинает сына и вскоре Ипполит погибает во время землетрясения, Тесей, поздно узнавший правду, не успевает спасти сына. После этого потрясения Тесей убивает Федру.
Тесей забрасывает дела царства и уходит в дальние морские походы. Во время одного из походов он терпит поражение, во время боя его парализует и он 5 лет живёт на уединённом острове. Постепенно выздоровев, Тесей возвращается в Афины, где власть захватил его дальний родственник Менестий. Не желая жить в Афинах Тесей покидает Афины, по дороге случайно оказавшись на Скиросе. Местный царь Ликомед (в котором можно узнать сына Ариадны) встречает Тесея как дорогого гостя, но отводит для него помещение на скале. Тесей вспоминает как уходят его предки Эрехтиды, в частности его отец Эгей…

## Персонажи
- Тесей — царь Афин и Элевсина, главный герой романа.
- Пириф — наследник царя Фессалии, затем царь Лариссы, лучший друг Тесея.
- Аминтор — начальник дворцовой стражи, правая рука Тесея.
- Эдип — изгнанник, бывший царь Фив, находит упокоение в Колоне под Афинами. Перед смертью благословляет Тесея и Афины.
- Ипполита — предводительница (царица) амазонок, взята Тесеем в плен и увезена в Афины, мать Ипполита.
- Ипполит — сын Тесея и Ипполиты.
- Эфра — мать Тесея, служительница культа Богини матери в Трезене.
- Питфей — царь Трезены, дед Тесея.
- Федра — критская царевна, после смерти Ипполиты жена Тесея.
- Акам — сын Тесея и Федры.
- Менестей — царедворец у Тесея, будущий царь Афин
- Ликомед — царь Скироса